# Onthophagus benedictorum
Onthophagus benedictorum är en skalbaggsart som beskrevs av Walter och Yves Cambefort 1977. Onthophagus benedictorum ingår i släktet Onthophagus och familjen bladhorningar. Inga underarter finns listade i Catalogue of Life.